# Carle Adam
Carle Adam, noto come «Adam il giovane» (fl. XVIII secolo) è stato un pittore francese, membro della famiglia Adam di Nancy.

## Biografia
Figlio di Nicolas-Sébastien Adam e fratello di Gaspard-Louis-Charles Adam, era cugino del celebre Clodion, oltre che parente di altri esponenti delle famiglie Adam, Michel e Pajou. Fu uno dei pochi membri della sua famiglia ad intraprendere la carriera di pittore anziché di scultore. Entrò come allievo all'Académie royale de peinture et de sculpture nel 1758.